# Johanne fra Daugbjerg
Johanne fra Daugbjerg er en film instrueret af Katia Forbert Petersen efter manuskript af Katia Forbert Petersen.
Filmen havde tv-premiere den 22. juli 1985 og fik dansk biografpremiere den den 19. november 1986. 

## Handling
Dokumentarfilm om en gammel kone på landet, der har den sjældne evne at kunne fortælle. Hun viser rundt i nedlagte kalkgruber og er specielt optaget af historien om Jens Langkniv.